# San-Vittore-Gefängnis

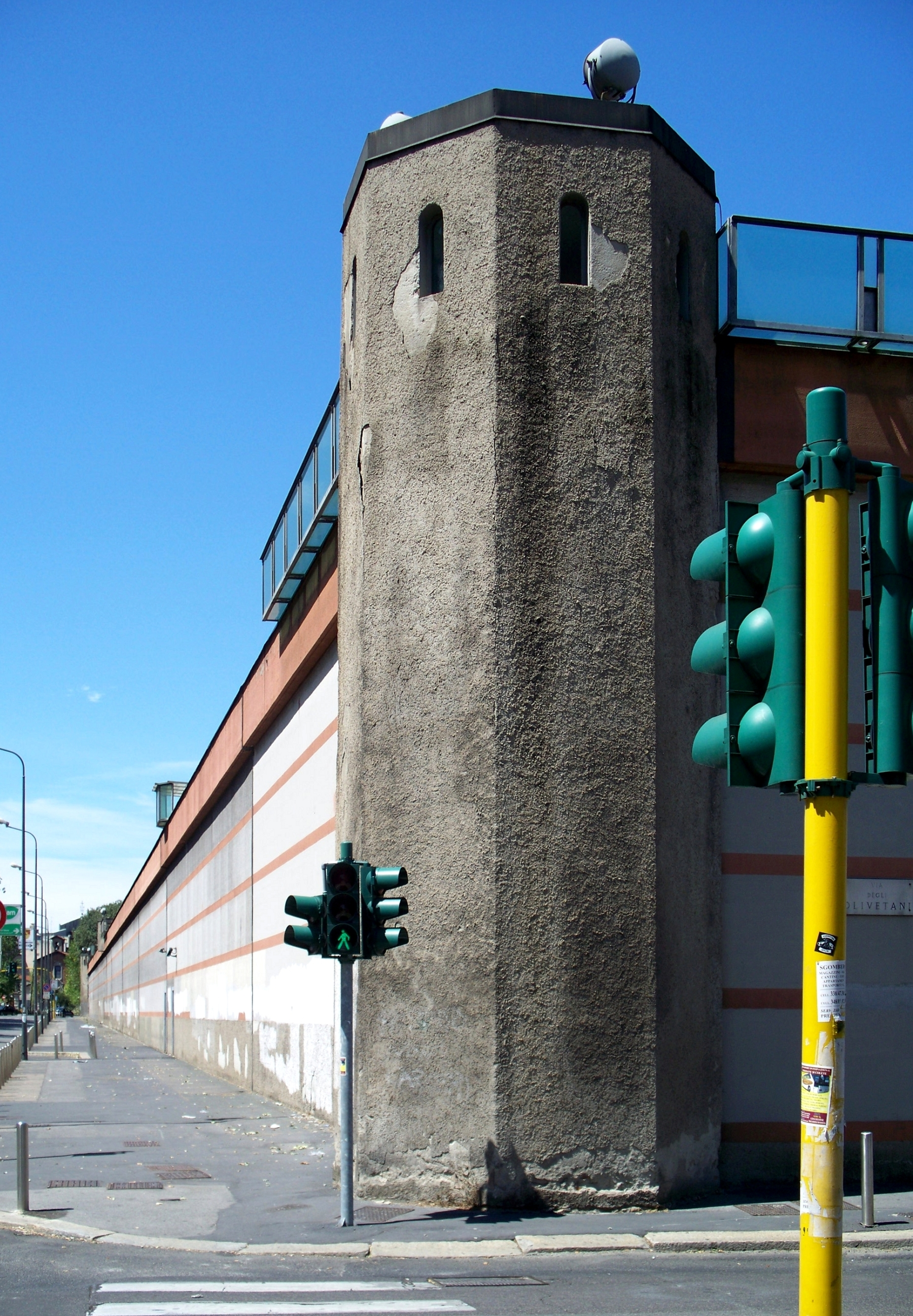
Außenansicht, 2010

Das San-Vittore-Gefängnis ist das zentrale und bekannteste Gefängnis der norditalienischen Stadt Mailand. Während der deutschen Besetzung Italiens diente es als Sammellager für Deportationen. Es befindet sich in der Stadtmitte an der Piazza Filangeri. Seit den 1970er-Jahren leidet es wie der Großteil der italienischen Gefängnisse unter Überfüllung.

## Geschichte
Der Bau des neuen Gefängnisses wurde nach der Einigung Italiens 1870 beschlossen. Sein Bau wurde im Mai 1872 begonnen, am 7. Juli 1879 wurde es unter Umberto I. eröffnet. Bis zu diesem Zeitpunkt dienten ungeeignete Gebäude als Gefängnisse, darunter der ehemalige Konvent Sant’Antonio abate, der Gerichtspalast und der ehemalige Konvent San Vittore. Für den Bau des neuen Gefängnisses kaufte die Regierung Grundstücke am wenig bebauten Stadtrand (das heutige Gebiet zwischen dem Corso Magenta und der Porta Ticinese). Das neue Gefängnis war eines von mehreren Projekten zur Verbesserung der Mailänder Infrastruktur bis zur Aufstellung des Mailänder Bebauungsplans von 1889.
Der Architekt Francesco Lucca ließ sich von Panopticon-Bauten des 18. Jahrhunderts leiten und entwarf einen sternförmigen Bau mit sechs Zellentrakten zu je vier Stockwerken. In der Mitte befindet sich eine Gefängniskapelle. Zwischen die Flügel wurden die sogenannten „Rosen“ für den Hofgang errichtet, aufgeteilt in zwanzig Abschnitte, die für je einen einzelnen Häftling vorgesehen waren, um die Kommunikation unter den Insassen zu behindern. Zur Piazza Filangeri hin wurden Leitungs-, Verwaltungs- und Wachgebäude und die Wohnung des Direktors im mittelalterlichen Stil errichtet, hinzu kam ein separater Frauentrakt. Die ursprüngliche Gefängnismauer mittelalterlichen Stil wurde aus Sicherheitsgründen durch eine modernere Mauer ersetzt. Während des Faschismus wurden in San Vittore etliche Oppositionelle inhaftiert. In den letzten Jahrzehnten wurde wiederholt eine Auflösung des nicht mehr zeitgemäßen Gefängnisses vorgeschlagen. In den 1980er Jahren errichtete man in Opera bei Mailand eines der größten Gefängnisse Italiens, konnte jedoch auf die Kapazitäten von San Vittore bis heute nicht verzichten.

### Das Gefängnis während der deutschen Besatzung
Während des Zweiten Weltkriegs (1943–1945) fiel das Gefängnis unter die Jurisdiktion der deutschen SS, die einen Flügel kontrollierte und betrieb. Die Ereignisse um diesen berüchtigten deutschen Flügel sind nur wenig durch Unterlagen und vielmehr durch Erinnerungen und Zeugnisse derjenigen dokumentiert, die ihn überlebten. Ein offizielles Dokument aus dem Jahr 1944 lautet wie folgt:
„... Im Gefängnis gibt es einen deutschen Flügel und ein 'germanisches' Gericht. Dieses richtet alle italienischen Bürger, die dort gefangen gehalten werden, je nach Fall nicht nach italienischem Recht, und wendet daher nicht die Strafen nach dem Gesetzbuch und Prozessordnung des italienischen Strafrechts oder Militärstrafrechts an. In der Regel werden Freiheitsstrafen auferlegt. Die in den deutschen Abteilungen gehaltenen Gefangenen, auf die die italienischen Behörden keinerlei Einfluss haben, unterliegen 'germanischen' Vorschriften, und ihnen steht ein SS-Unteroffizier vor, der dem Hotel Regina untersteht, in dem das SS-Kommando für die Lombardei (Oberst Rauff) seinen Sitz hat. Die dort festgehaltenen Gefangenen werden, wenn sie unschuldig sind, direkt nach dem Urteil durch das 'germanische' Gericht zum Arbeitsdienst nach Deutschland geschickt, sofern sie dazu körperlich geeignet sind. Wenn sie schwer beeinträchtigt sind, schickt man sie in Konzentrationslager. Auch die rechtskräftig verurteilten Gefangenen werden zur Arbeit nach Deutschland geschickt ebenso wie die vorläufig freigelassenen Angeklagten und die Häftlinge, bei denen die Haft durch die Verwaltungsbehörden angeordnet wurde“.

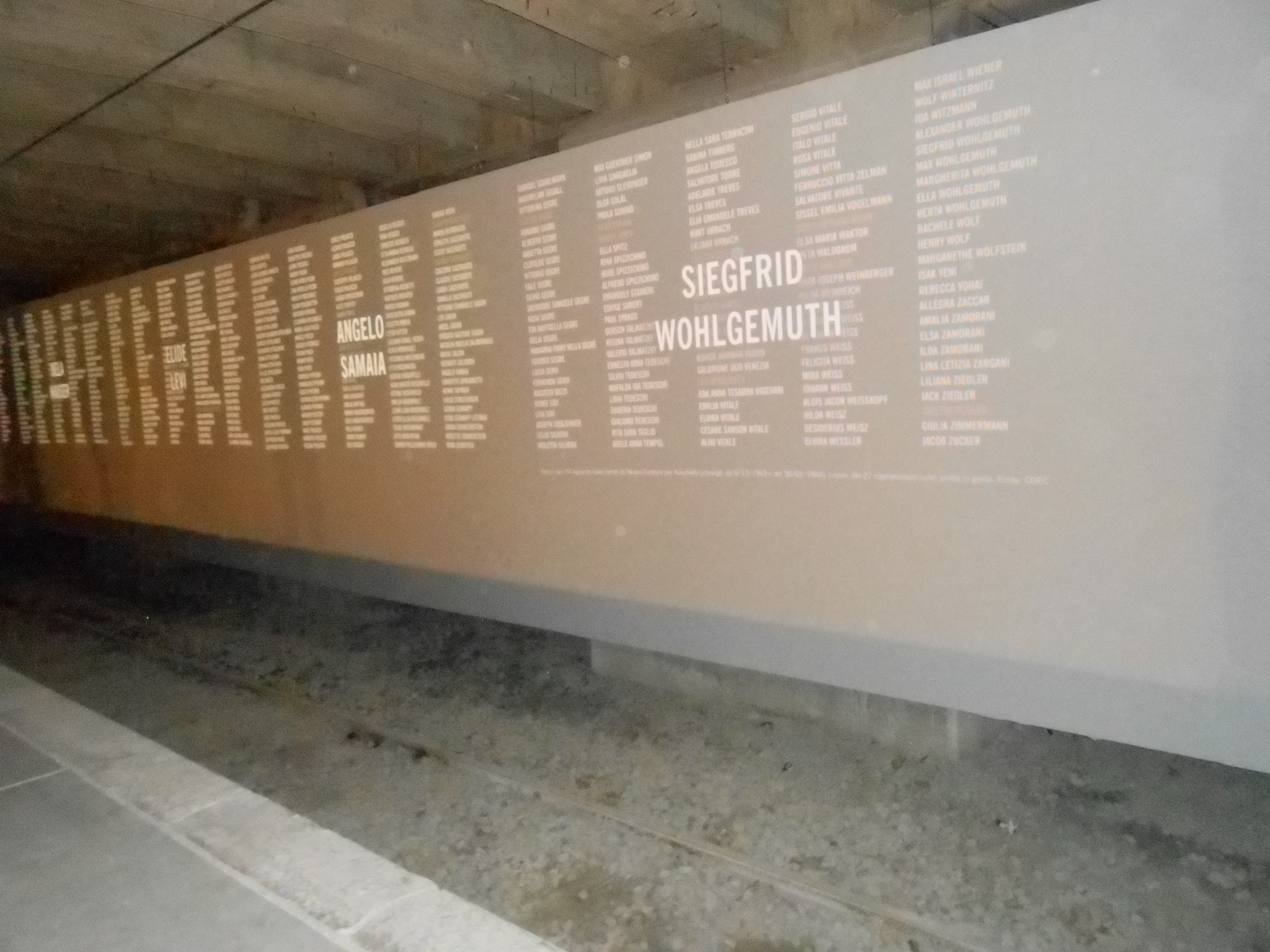
„Mauer der Namen“, Memoriale della Shoah im Bahnhof Milano Centrale

Luigi Borgomaneri, Autor eines Aufsatzes über den Mailänder Gestapo-Chef Theo Saevecke und Rechtsbeistand im Prozess gegen diesen ehemaligen SS-Anführer, stellt unterschiedliche Zeugnisse über das dar, was zwischen 1943 und 1945 in San Vittorio geschah. Von vielen Häftlingen, die den deutschen Flügel betraten und verließen, finden sich Aussagen in den Aufnahmeregistern (Personenlisten), die in einigen Archiveinrichtungen aufbewahrt werden. Zwei davon finden sich im Mailänder Staatsarchiv, andere im Museo del Risorgimento in Mailand und im Istituto per la Storia dell’Età Contemporanea in Sesto San Giovanni.
Das Gefängnis diente von 1943 bis 1945 als Sammellager für Deportationen von Juden und politischen Gefangenen. Von Gleis 21 am Bahnhof Milano Centrale gingen zwischen Dezember 1943 und Januar 1945 20 Züge mit über 1.200 Gefangenen teils direkt, teils über die Durchgangslager Fossoli und Bozen in das Vernichtungslager Auschwitz-Birkenau oder in die KZ Bergen-Belsen, Ravensbrück oder Flossenbürg ab. Zur Erinnerung an die Transporte wurde im Bahnhof das Holocaust-Mahnmal Memoriale della Shoah di Milano eingeweiht. Zu den wenigen jüdischen Häftlingen von San Vittore, die den Holocaust überlebten, gehört die Senatorin auf Lebenszeit Liliana Segre.

## Belegung
Das San-Vittore-Gefängnis hat eine Gesamtkapazität von 712 Haftplätzen. Im Jahr 2012 betrug die durchschnittliche Belegung 1600 Inhaftierte (davon rund 60 Prozent Ausländer) und lag damit deutlich oberhalb der regulären Häftlingskapazität. Wiederholte Proteste von Inhaftierten und auch Politikern sowie Rügen der EU haben die italienische Regierung 2013 dazu bewogen, die Häftlingskapazität des Landes auszubauen.

## Das Gefängnis in der Populärkultur
Der Name des Gefängnisses steht wie in vielen Städten im Mailänder Dialekt („San Vitùr“) synonym für den Begriff Gefängnis". Das Gebäude ist Gegenstand einiger beliebter Lieder, unter anderem von Walter Valdi und von den Gufi, und es wird in den Liedern „Canto di galera“ der Amici del Vento erwähnt, „Ma mi“ mit dem Text Giorgio Strehlers und Musik Fiorenzo Carpis, zum Erfolg gebracht von Ornella Vanoni, und „40 pass“ von Davide van de Sfroos.
Im San-Vittore-Gefängnis fand 2005 bis 2009 Jahren das Musikfestival „San Vittore Sing Sing“ statt.
Das Gebäude erscheint in vielen Szenen des Films „Così è la vita“ (1998) des Komikertrios Aldo, Giovanni e Giacomo.

## Prominente Inhaftierte
- Ezio Barbieri, ehemaliger Bandit aus dem Viertel Isola, Teilnehmer am größten Gefangenenaufstand Italiens
- Dante Bernamonti, Abgeordneter der verfassunggebenden Versammlung
- Carlo Bianchi, italienischer Partisan, Träger der Goldmedaille der Stadt Mailand
- Gaetano Bresci, Anarchist und Mörder Umbertos I., Insasse vom 29. Juli bis zum 5. November 1900
- Mike Bongiorno, Partisan, war hier 1943 sieben Monate gefangen, bevor er in das Konzentrationslager Mauthausen-Gusen verlegt wurde, späterer Fernsehmoderator
- Fabrizio Corona, italienischer Fernsehmoderator
- Mario Mascagni, irrtümlich anstelle seines Sohnes
- Indro Montanelli, Journalist und Schriftsteller, teilte in derselben Zeit die Zelle mit Mike Bongiorno
- Giorgio Pisanò, Politiker, Freiwilliger der 10. MAS-Flotte war hier 1945 Kriegsgefangener
- Salvatore Riina, italienischer Mafiaboss
- Aldo Spallicci, italienischer Politiker
- Renato Vallanzasca, italienischer Verbrecher